# Fasika Idumba
Nathan Idumba Fasika (ur. 28 lutego 1999 w Kinszasie) – kongijski piłkarz grający na pozycji środkowego obrońcy. Od 2021 jest zawodnikiem klubu Cape Town City FC.

## Kariera klubowa
Swoją karierę piłkarską Idumba rozpoczął w klubie FC Saint Eloi Lupopo. W sezonie 2019/2020 zadebiutował w jego barwach w pierwszej lidze kongijskiej. W 2021 roku przeszedł do południowoafrykańskiego Cape Town City FC. Swój debiut w nim zaliczył 21 sierpnia 2021 w zremisowanym 1:1 domowym meczu z Supersport United FC. W sezonie 2021/2022 wywalczył z nim wicemistrzostwo Południowej Afryki.

## Kariera reprezentacyjna
W reprezentacji Demokratycznej Republiki Konga Idumba zadebiutował 17 stycznia 2021 roku w wygranym 1:0 meczu Mistrzostw Narodów Afryki 2020 z Kongiem, rozegranym w Duali.